# Самофаловское сельское поселение
Самофа́ловское се́льское поселе́ние — муниципальное образование в Городищенском районе Волгоградской области.
Административный центр — посёлок Самофаловка.

## История
Самофаловское сельское поселение образовано 14 мая 2005 года в соответствии с Законом Волгоградской области № 1058-ОД.

## Население
| 2010  | 2012  | 2013  | 2014  | 2015  | 2016  | 2017  |
| ----- | ----- | ----- | ----- | ----- | ----- | ----- |
| 1893  | ↗1898 | ↗1912 | ↗1914 | ↘1902 | ↘1894 | ↘1866 |
| 2018  | 2019  | 2020  | 2021  |       |       |       |
| ↗1890 | ↘1879 | ↘1864 | ↗1875 |       |       |       |

## Состав сельского поселения
| № | Населённый пункт | Тип населённого пункта          | Население |
| - | ---------------- | ------------------------------- | --------- |
| 1 | Конный           | железнодорожный разъезд         | 16        |
| 2 | Самофаловка      | посёлок, административный центр | 1877      |